# Васиљ Аџић
Васиљ Аџић (Косовска Митровица, 1976 — 22. август 2019) био је српски мултимедијални уметник, глумац, музичар, песник, сликар. Он је живео и стварао у Косовској Митровици.

## Биографија
Васиљ Аџић је био члан првог аматерског позоришта у Косовској Митровици и глумио је у првој представи овог позоришта. „Глуму је обожавао, тада је 1990-тих био део те прве представе која се звала „Дуел“, и са којом су у Гњилану те године победили на фестивалу аматерских позоришта“ – наводи Љубиша Башчаревић, један од његових најближих пријатеља.  Аџић је био члан Приштинског позоришта и глумио је у представама „Хотел Косово“, „Сестре“, „Подгоричка скупштина“, „Венецијанке“, „Слободан шоу“.
На питање новинара о омиљеном лику који је тумачио, одговорио је: „Сваки лик ми је подједнако драг, ако морам да изаберем, можда Бернардо из „Венецијанки“, пошто је атмосфера међу глумцима била изванредна.“ 
Васиљ Аџић је глумио у филму “Споразум“ из 2016. године.
Као активан сликар, имао је неколико изложби у галерији „Акваријус“, у свом родном граду. Био је члан жирија Ликовних окршаја у галерији „Акваријус“. Прву самосталну изложбу имао је 2018. године („Буђење“), а потом и изложбу „Ћирилица“( 2019). 
У оквиру изложбе „Буђење“ биле су представљене све фазе ауторовог рада – од самих почетака (циклус „Почетак“), преко сазревања („Откривање“) до последњих радова у којима трага за новим изразом („На трагу“). Његов уметнички рад и интелектуални ангажман препознати су и изван Косовске Митровице, о чему сведоче бројни интервјуи и текстови посвећени његовом стваралаштву.
У мају 2019. за лист „Данас" је рекао: „Мој ликовни рад представља истраживање унутрашњег света. Пошто сам свестан да постоји, али само толико, јер му не познајем границе, атмосферу, природу, звуке, мирисе, боје, законе, ако их има, онда се у складу са тим и понашам. као и ронилац кад зарони, он улази у неки други свет са неким другачијим правилима живљења у њему, тако се и ја трудим кад уроним у себе самог и увек израњам са неким новим цртежом или сликом.„
Осим своје музичке каријере у Lazy bendu, био је један од организатора митровачког џез и блуз фестивала (North City Jazz & Blues Fest), где је осмислио, између осталог, и ликовне колоније овог фестивала „Колективна слика“.
На питање новинара о томе да ли је концепт концерта коме претходи нека изложба златни пресек између две уметности, одговорио је: „Ја нисам поборник оштрих подела уметности. Све уметности су компатибилне једна са другом и дивно се слажу, поента је само да се нађе кључ како ће оне да се укомбинују.“
Васиљ Аџић је умро после срчаног удара, имао је супругу и две ћерке.